# Shirt Tales
Shirt Tales est une série d'animation américaine en vingt-deux épisodes de 22 minutes, diffusés entre le 18 septembre 1982 et le 19 novembre 1983 sur NBC.

## Fiche technique
Sauf indication contraire, les informations mentionnées dans cette section peuvent être confirmées par la base de données cinématographiques IMDb,  présente dans la section « Liens externes ».
- Titre original : Shirt Tales
- Réalisation : George Gordon, Ray Patterson, Carl Urbano, Rudy Zamora, Bob Hathcock, Oscar Dufau et John Walker
- Scénario : Tedd Anasti, John Bates, Alan Burnett, Tom Dagenais, David Detiege, Dan DiStefano, Cynthia Firedlob, Glenn Leopold, Bob Ogle, Cliff Roberts, Jim Ryan, Jeff Segal, John Semper et Gary M. Stamm
- Photographie :
- Musique : Hoyt Curtin
- Casting : Ginny McSwain
- Montage : Gil Iverson
- Décors :
- Production : Kay Wright
  - Producteur délégué : Joseph Barbera et William Hanna
  - Producteur créatif : Iwao Takamoto
- Sociétés de production : Hanna-Barbera Productions
- Société de distribution : Worldvision Enterprises
- Chaîne d'origine : NBC
- Pays d'origine :  États-Unis
- Langue originale : anglais
- Genre : Animation
- Durée : 22 minutes

## Distribution

### Personnages principaux
- Nancy Cartwright : Kip Kangaroo
- Robert Allen Ogle : Digger Mole
- Patricia Parris : Pammy Panda
- Steve Schatzberg : Tyg Tiger et Rick Raccoon
- Ronnie Schell : Rick Raccoon
- Fred Travalena : Bogey Orangutan
- Herb Vigran : M. Dinkel
- William Woodson : le commissaire priseur

### Personnages secondaires
- Richard Balin
- Joe Besser : Elmo l'éléphant
- Joey Camen (en)
- Victoria Carroll
- Brian Cummings
- Sherry Lynn
- Tress MacNeille
- Kenneth Mars
- Howard Morris
- Tony Pope
- Marilyn Schreffler
- Hal Smith
- John Stephenson
- Jimmy Weldon
- Frank Welker

## Épisodes

### Saison 1
1. The Case of the Golden Armor / Crumbling's Circus Caper
2. The Game Masters / Shirt Napped
3. The Big Foot Incident / Elephant on the Loose
4. Horsin' Around / Mission Mutt
5. Vacation for Dinkel / Wingman
6. The Humboldt Ghost / Figby, the Spoiled Brat Cat
7. Digger Runs Away / The Commissioner Is Missing
8. Raiders of the Lost Shark / The Terrible Termites
9. Moving Time / Back to Nature
10. Save the Park / Pam-dora's Box
11. Hapless Hound / The Very Buried Treasure
12. Nearsighted Bear / The Magical Musical Caper
13. Dinkel's Ark / The Duke of Dinkel

### Saison 2
1. Bogey Goes Ape / The Rain, the Park and the Robot
2. Digger's Three Wishes / Digger's Double
3. Kip's Dragon / Double Exposure
4. Taj Mahal Tyg / Brass Bogey
5. The Outer Space Connection / The Forbidde Island
6. Saturday Night Shirt Tales / Dinkel's Buddy
7. Pleasure Valley / The Ghost Out West
8. T.J.'s Visit / The Big Set-up
9. Kip's Toy Caper / Dinkel's Gift
10. Mayhem on the Orient Express / The Cuckoo Count Caper